# Fabian Barański
Pour les articles homonymes, voir Barański.
Fabian Barański, né le 27 mai 1999 à Włocławek, est un rameur polonais.

## Palmarès

### Championnats du monde
- 2019 à Ottensheim,  Autriche
  -  Médaille d'argent en quatre de couple

### Championnats d'Europe
- 2019 à Lucerne,  Suisse
  -  Médaille d'or en deux de couple